# 竹源乡
竹源乡，是中华人民共和国浙江省丽水市松阳县下辖的一个乡镇级行政单位。

## 行政区划
竹源乡下辖以下地区：
后畲村、大岭头村、小竹溪村、横岗村、呈田村、可重旺村、潘坑村、燕庄村、黄上村、黄下村和周岭根村。